# Ораевский, Виктор Николаевич
Виктор Николаевич Ораевский (1935—2006) — советский и российский геофизик.

## Биография
Родился в Полтаве, окончил Харьковский государственный университет в 1957 году. В 1958—1965 годах — старший лаборант, младший научный сотрудник Института ядерной физики СО АН СССР. В 1965—1970 годах работал старшим научным сотрудником Института физики АН УССР, с 1970 по 1974 — заведующий отделом Института ядерных исследований АН УССР. В 1974—1979 годах — начальник отделения НПО «Энергия», с 1979 по 1989 годы — заведующий лабораторией, заведующий отделом Института земного магнетизма, ионосферы и распространения радиоволн АН СССР. В 1989—2003 годах — директор Института земного магнетизма, ионосферы и распространения радиоволн РАН. 
Инициатор создания и научный руководитель проекта "Космическая система "Вулкан" - спутникового мониторинга чрезвычайных катастрофических событий природного и техногенного характера, в том числе и решения задачи прогноза разрушительных землетрясений. КС "Вулкан" была включена в Космическую программу России, но заморожена в связи со смертью В.Н. Ораевского.
Доктор физико-математических наук, профессор, академик РАЕН (1996), член Международной академии информатизации, Международной академии астронавтики, Нью-Йоркской академии наук. Заслуженный деятель науки РФ (1996), лауреат Государственной премии УССР, Государственной премии СССР (1987), Государственной премии РФ (1998).
Умер в 2006 году.

## Публикации
- Эволюция искусственных плазменных неоднородностей в ионосфере Земли (с Н. Д. Филиппом, Н. Ш. Блаунштейном и Ю. Я. Ружиным). Кишинёв: Штиинца, 1986.